# 純宗 (朝鮮)
純宗（じゅんそう、朝鮮語: 순종 / 純宗、片仮名転写：スンジョン、1874年3月25日（旧暦2月8日） - 1926年4月25日）は、大韓帝国第2代皇帝（在位：1907年7月20日 - 1910年8月29日、李氏朝鮮から通算して第27代君主）。最後の大韓帝国皇帝。韓国併合後は王に冊され、李王と称された。姓は李（り、イ、이）、名は坧（せき、チョク、척）、字は君邦（くんほう、クンバン、군방）、号は正軒（せいけん、チョンホン、정헌）。諡号は文温武寧敦仁誠敬孝皇帝。在位時の年号をとって隆煕皇帝（りゅうきこうてい、ユンヒファンジェ、융희황제）と呼ぶこともある。

## 系譜
朝鮮国王・大韓帝国皇帝であった高宗の長男。母は明成皇后閔氏。正室に純明孝皇后閔氏、後室に純貞孝皇后尹氏がいたが子はいなかった。

## 生涯

### 皇太子
同治13年（1874年）に生まれ、翌同治14年（1875年）に母の閔妃の政略により清からの承認を受け、王世子（世継ぎ）として冊封された。光緒8年（1882年）に閔氏と婚礼の儀を挙げている。光武元年（1897年）、帝政(大韓帝国)になったのに伴ってその称号は皇太子と改称された。光武2年（1898年）、毒殺を目的としたアヘン入りのコーヒーを飲んだことで、一時人事不省の重態になった（毒茶事件）。この影響で彼の歯はすべて抜け落ち、胃潰瘍と萎縮腎に生涯悩まされた上、子供も儲けられない体になった。また動作や言動にも影響は及び、当時の王室医師だったホレイス・ニュートン・アレンや王家一家と交流のあったイザベラ・バードが残した記録では軽い知的障害があったとされ、李光洙も「白痴」と表現している。

### 最後の皇帝
光武11年（1907年）7月20日、高宗がハーグ密使事件により日本の意を受けた李完用らに迫られて譲位したため、ただちに即位したが、日本の支配下にあって名目上の皇帝に過ぎなかった。純宗には子がなく、また設けられる見込みもなかったため、皇太子には異母弟の英王李垠が冊立された。
7月24日、第三次日韓協約によって、日本は韓国統監府の機能を強化し、国政への干渉を始め立法権・司法権などに干渉出来るようにした。8月1日には韓国軍は解散になり、皇帝を護衛する「近衛歩兵隊及び近衛騎兵隊」に再編成された。これに不満を抱く軍人達から、義兵運動に身を投じる者が増え、民族独立派の義兵闘争が活発化した。
隆熙3年（1909年）に入ると日韓併合の動きが強まり、李完用総理は一進会などの親日派勢力の後押しを受けて日本政府との間で韓国併合の話を進め、隆熙4年（1910年）8月22日、日韓併合条約を調印。8月29日に両国皇帝の裁可をもって条約は発効して大韓帝国は滅亡し、新たに朝鮮統治を行う朝鮮総督府が設置され併合統治となった。

### 「李王」
併合後の李坧は、京城府の昌徳宮に住み、王として冊立され、「李王」と称された。併合前には心身ともに衰弱し、侍従に支えられなければ歩行できないほどであったが、この頃には歩行が可能になり快活に応対するようになった。寺内正毅は「国事多難の心痛から解放された」からではないかと述べている。
「李王」李坧は非常に神経質であり、起床・入浴・就寝の時間は自ら時計を見て定刻通りに行った。平日の午後2時から4時までは趣味のビリヤードに興じ、夜は蓄音機を聴く生活を送った。また父の李太王となった高宗同様記憶力抜群であり、謁見した者の名前を忘れることはなかったという。帝国ホテルの初代料理長を務めた吉川兼吉親子のフランス料理を好み、ほぼ毎日食していた。
大正6年（1917年）6月には日本を訪問、10年前に訪韓した大正天皇に謁見する形式で再会している。11月には昌徳宮の大部分が焼損する火災が発生し、焼け残った楽善斎という建物に移ったが手狭であった。李完用は李太王の住む徳寿宮への移転を考えたが、これを耳にした李坧は「天皇陛下から賜った昌徳宮だから動かぬぞ」と述べて李完用を叱責し、以後2年間昌徳宮の修復が終わるまで楽善斎で暮らした。李王職事務官の権藤四郎介は李坧が「昌徳宮」の宮号によって李王家の祭祀が保たれると考えていたからと見ている。

### 死と国葬
大正15年（1926年）4月25日、52歳で薨去。朝鮮総督府は薨去の事実をすぐ東京には報告せず、李坧を陸軍元帥に叙するよう要請し、翌4月26日に陸軍元帥に叙された。朝鮮王朝の伝統を取り入れなかった李太王の国葬が「失敗」と認識されていたため、朝鮮王朝の伝統に則って国葬が執り行われることとなった。しかし儀仗兵の随行と馬で霊柩車を引く輓馬は朝鮮の伝統儀式には存在しないものであった。このため李坧は陸軍元帥であるということでこの儀式が行われることとなった。また葬儀の際には故人の姓名官職を書いた弔旗を掲げる銘旌という慣習があったが、ここになんと書くかということも議論となった。三矢宮松総督府警備局長は「故大勲位李王」と書く案を提案し、篠田治策李王職次官は「純宗大王」を書き加えてはどうかと提案した。閔泳綺李王職長官などの朝鮮出身者は「純宗皇帝」を推した。日本側にとっては「皇帝」は天皇が存在する以上許されないという名分論の点から許しがたいものであったが、「王」とするのも朝鮮側を刺激する可能性もあった。結局「皇帝」と書いた旗を目に触れないよう輿に入れて運ぶということで落ち着いた。
6月7日には国葬の予行演習が行われたが、この日の見物人だけでも13万人に及んだ。6月10日、国葬が執り行われた。国葬行列の最後尾が映画館団成社の前を通り過ぎた後、一部の過激派がビラを配り「大韓独立万歳」を叫ぶ騒ぎが起こり、150名が逮捕されたが（6・10万歳運動）、李太王高宗国葬の際の3・1独立運動の規模には及ばなかった。御陵は裕陵である。

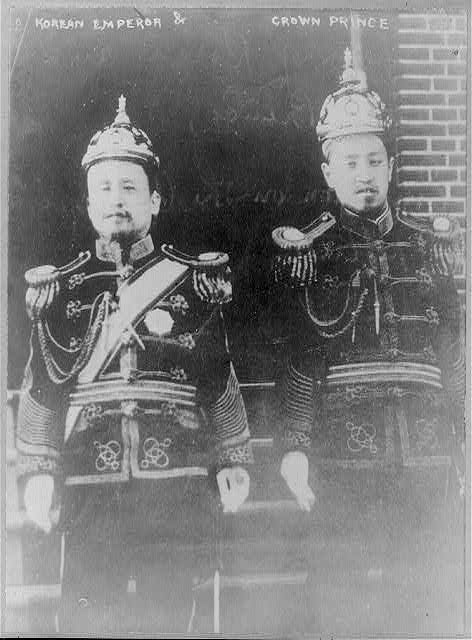
高宗と皇太子の李坧
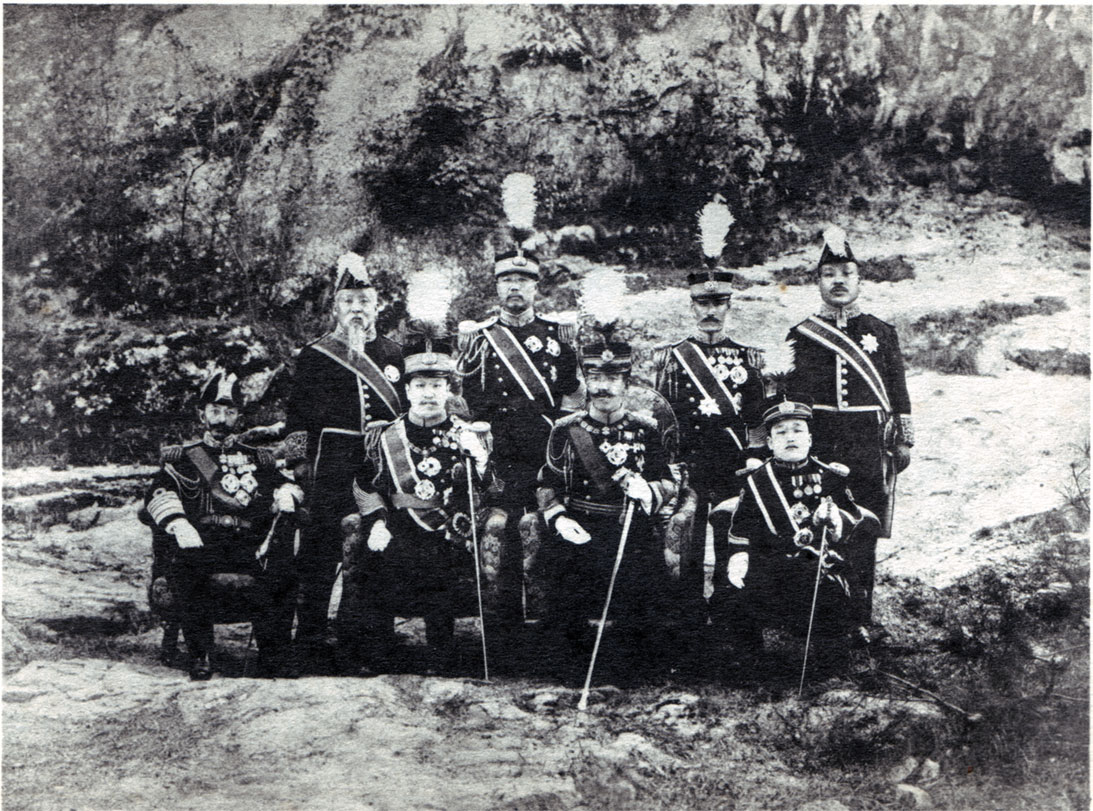
純宗（前列左より2人目）と訪韓時の日本皇太子嘉仁親王一行（1907年）
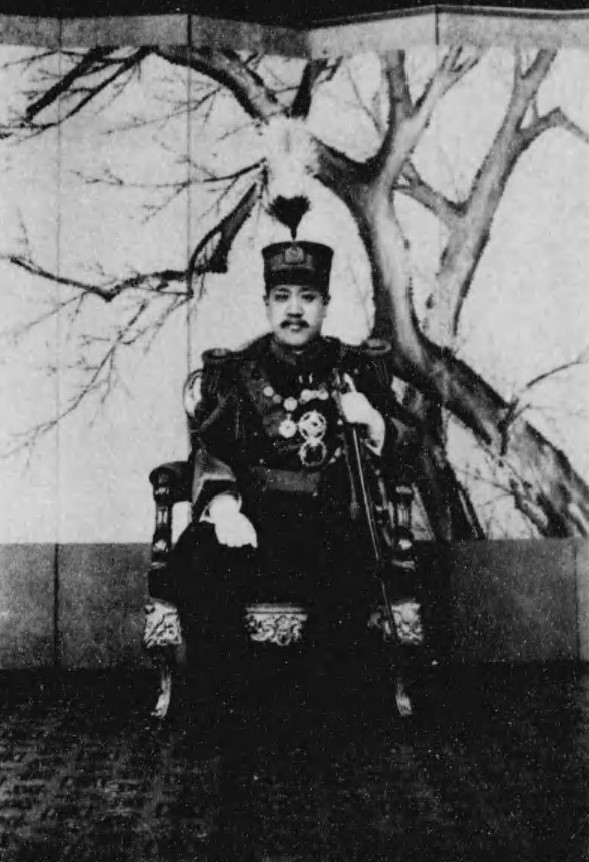
1910年代
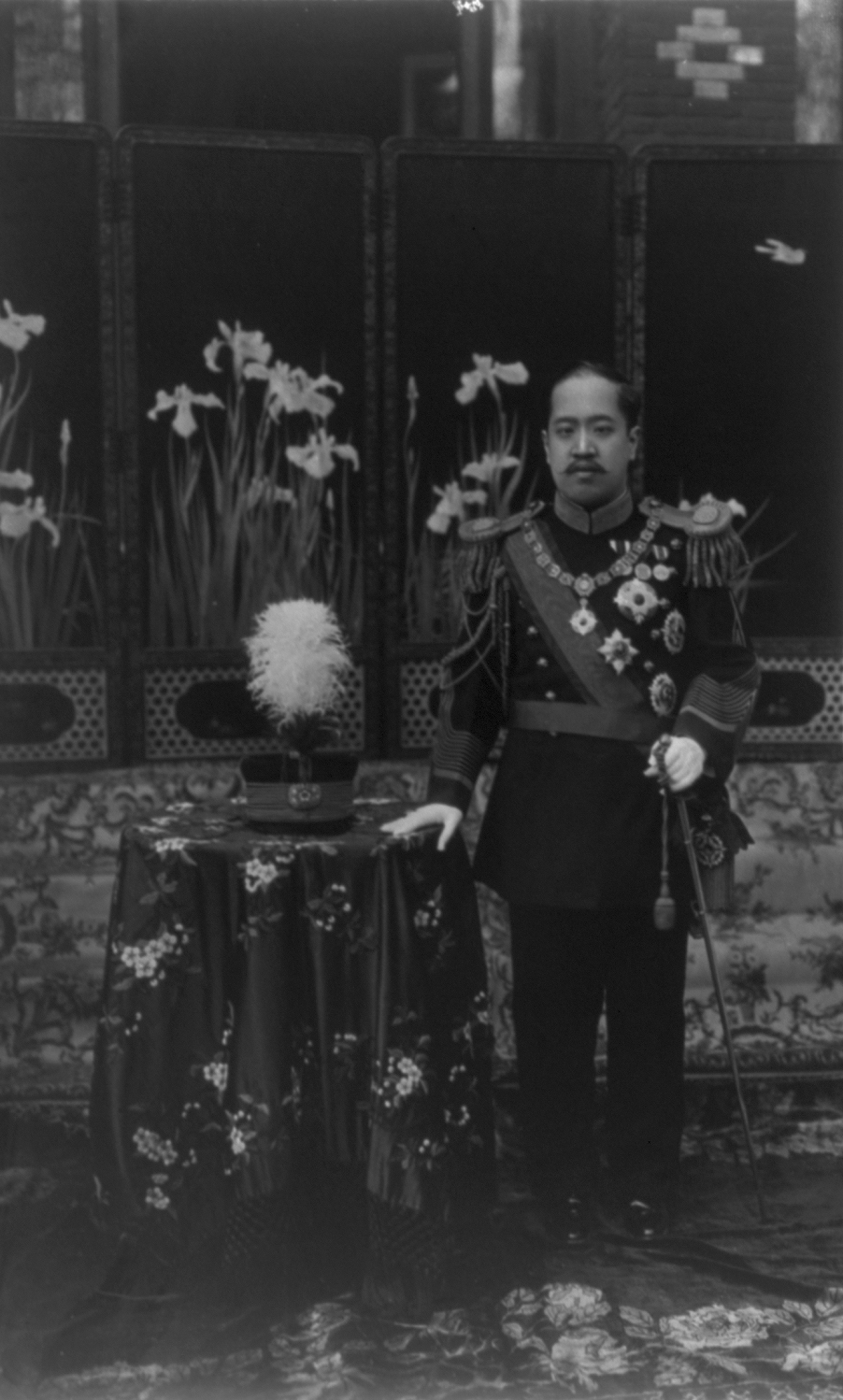
日本の大礼服と大勲位菊花章頸飾など様々な勲章を纏った李王時代の李坧
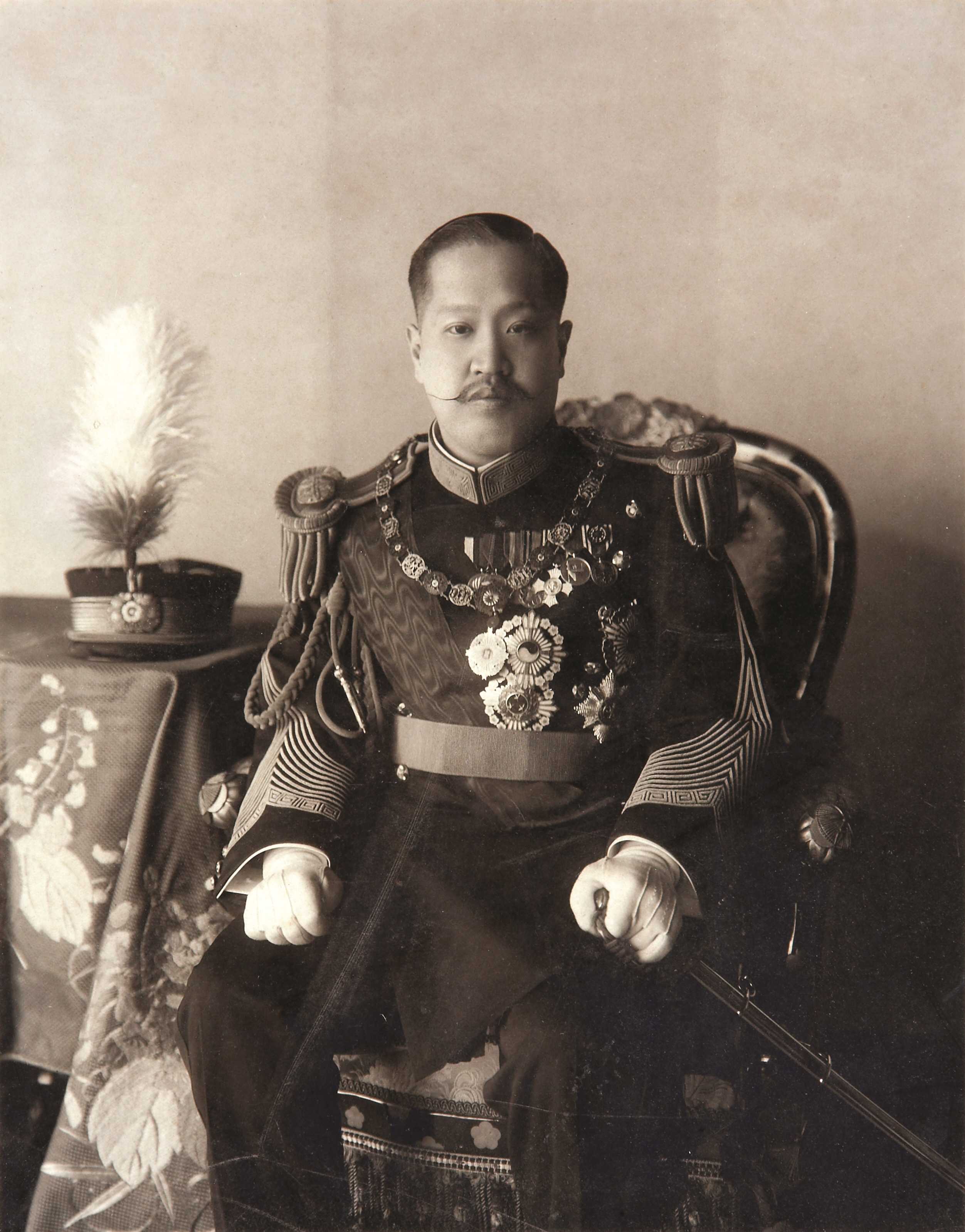
日本の大礼服と勲章を纏って座っている李王時代の李坧
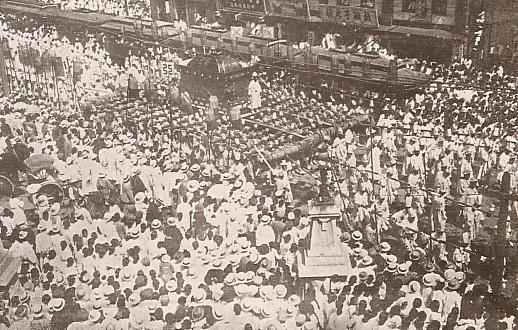
国葬の様子

## 系図
純宗の親類・近親・祖先の詳細

## 登場作品
映画
- ラスト・プリンセス 大韓帝国最後の皇女（2016年、演：アン・サンウ）

テレビドラマ
- 明成皇后（2001年、演：ペク・スンウ）
- マイ・プリンセス（2011年、演：アン・ネサン）